# Cervesa Ausesken
La cervesa Ausesken és una empresa d'Olost (Osona) fundada el 2010 per Xavier Redón que produeix cervesa artesana. Està associada al Gremi d'Elaboradors de Cervesa Artesana i Natural. El nom Ausesken (els ausetans) i el logotip de la marca, fan referència a la seca d'una moneda trobada en el jaciment íber de Roda de Ter. El 2012 tenien una producció de 500 litres setmanals, que distribuïen en una quarantena de localitats catalanes. El 2014 augmenten el 21% la producció de cervesa i comencen les exportacions, als Estats Units i Singapur com a primeres destinacions amb les varietats Blanca i Cat Ipa d'Ausesken.
Al 2019 tanca l'empresa.